# Клазинг, Иоганн Герман
Иоганн Герман Клазинг (нем. Johann Hermann Clasing; 4 июля 1779, Гамбург — 8 февраля 1829, Гамбург) — немецкий пианист, композитор и музыкальный педагог.
Учился в Гамбурге у Антонина Рейхи, Кристиана Фридриха Готлиба Швенке, Пауля Винебергера.
Автор ораторий «Валтасар» (1825) и «Дочь Иеффая» (1827), следующих традиции Георга Фридриха Генделя, и ряда фортепианных сочинений, близких по направлению к Иоганну Непомуку Гуммелю. Опубликовал также переложения фортепианных концертов Моцарта для камерного ансамбля. Основатель (1816) одного из гамбургских музыкальных обществ. Учеником Клазинга в 1824—1827 был Эдуард Маркссен.

## Память
Именем Клазинга названа улица (нем. Clasingstraße) в пригороде Гамбурга Аймсбюттеле.